# Холокост в Бобруйском районе
Холокост в Бобру́йском районе — систематическое преследование и уничтожение евреев на территории Бобруйского района Могилёвской области оккупационными властями нацистской Германии и коллаборационистами в 1941—1944 годах во время Второй мировой войны, в рамках политики «Окончательного решения еврейского вопроса» — составная часть Холокоста в Белоруссии и Катастрофы европейского еврейства.

## Геноцид евреев в районе
Бобруйский район был полностью захвачен немецкими войсками в конце июня 1941 года, оккупация продлилась более трёх лет — до июля 1944 года. Нацисты включили Бобруйский район в состав территории, административно относящейся к зоне армейского тыла группы армий «Центр». Комендатуры — полевые (фельдкомендатуры) и местные (ортскомендатуры) — обладали всей полнотой власти в районе.
Во всех крупных деревнях района были созданы районные (волостные) управы и полицейские гарнизоны из коллаборационистов.
Для осуществления политики геноцида и проведения карательных операций сразу вслед за войсками в район прибыли карательные подразделения войск СС, айнзатцгруппы, зондеркоманды, тайная полевая полиция (ГФП), полиция безопасности и СД, жандармерия и гестапо.
Одновременно с оккупацией нацисты и их приспешники начали поголовное уничтожение евреев. «Акции» (таким эвфемизмом гитлеровцы называли организованные ими массовые убийства) повторялись множество раз во многих местах. В тех населенных пунктах, где евреев убили не сразу, их содержали в условиях гетто вплоть до полного уничтожения, используя на тяжелых и грязных принудительных работах, от чего многие узники умерли от непосильных нагрузок в условиях постоянного голода и отсутствия медицинской помощи.
За время оккупации практически все евреи Бобруйского района были убиты, а немногие спасшиеся в большинстве воевали впоследствии в партизанских отрядах.

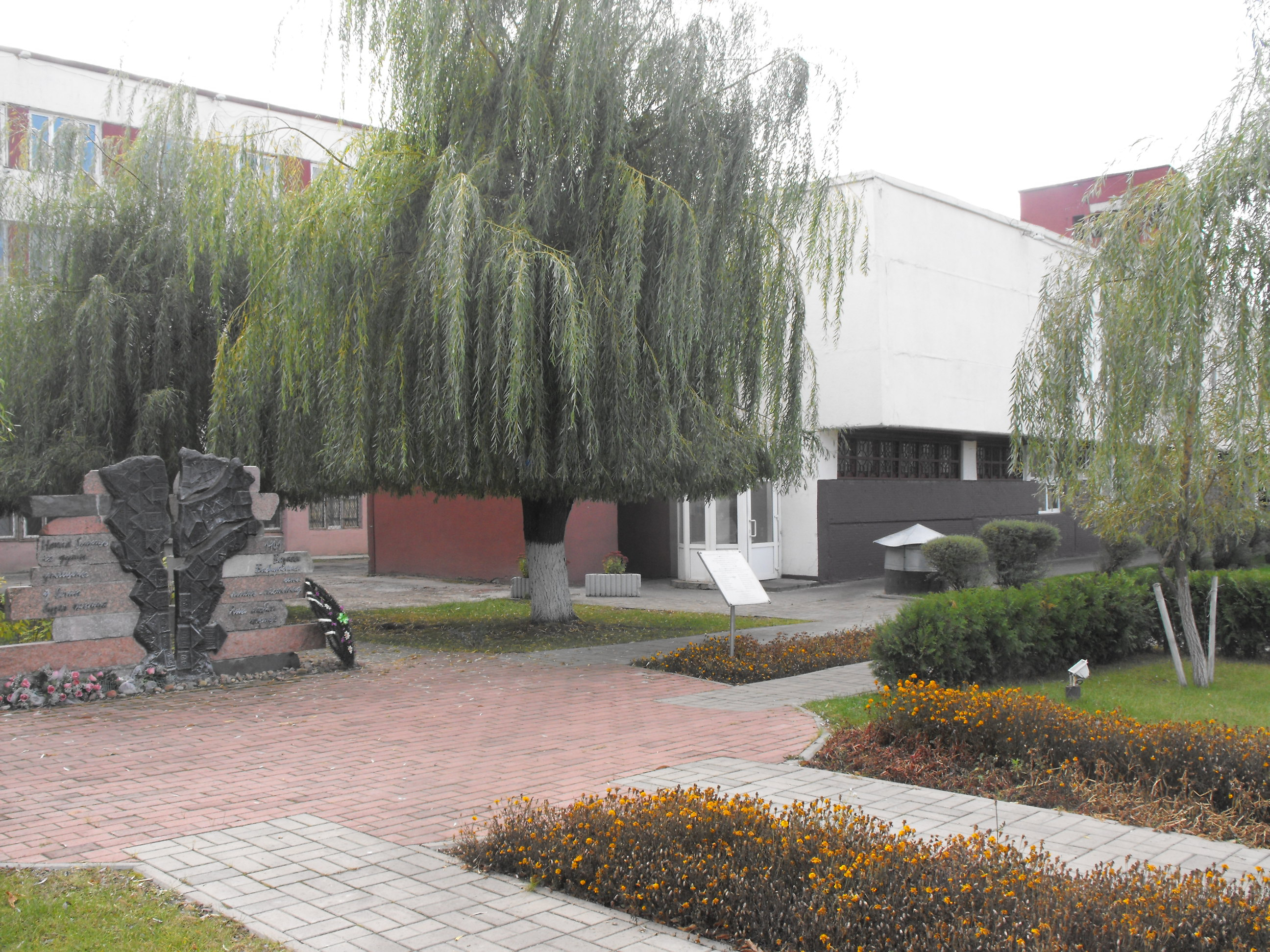
Мемориальный знак «Узникам Бобруйского гетто» на улице Бахарова

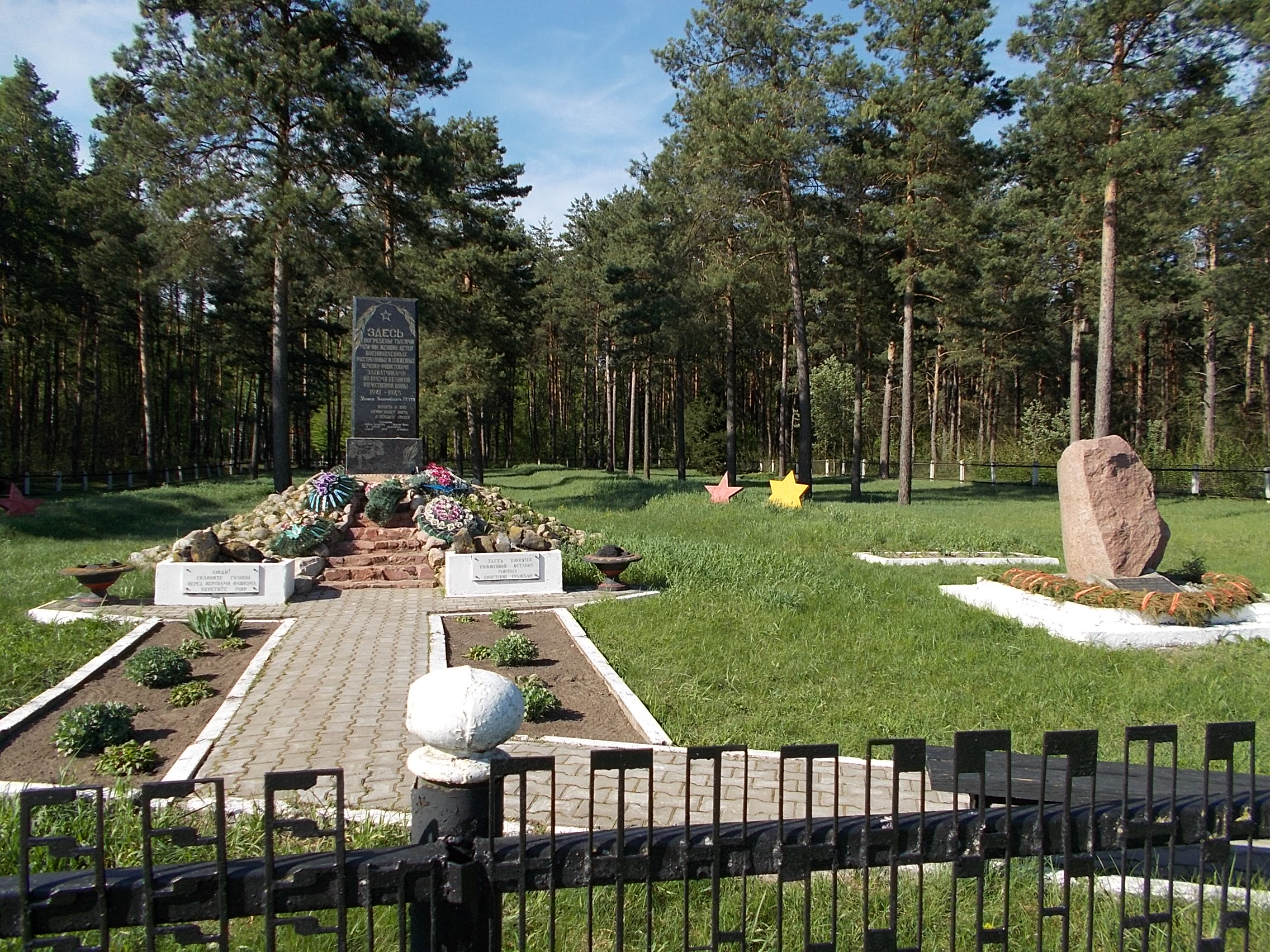
Мемориальный комплекс на месте убийства евреев возле деревни Каменка

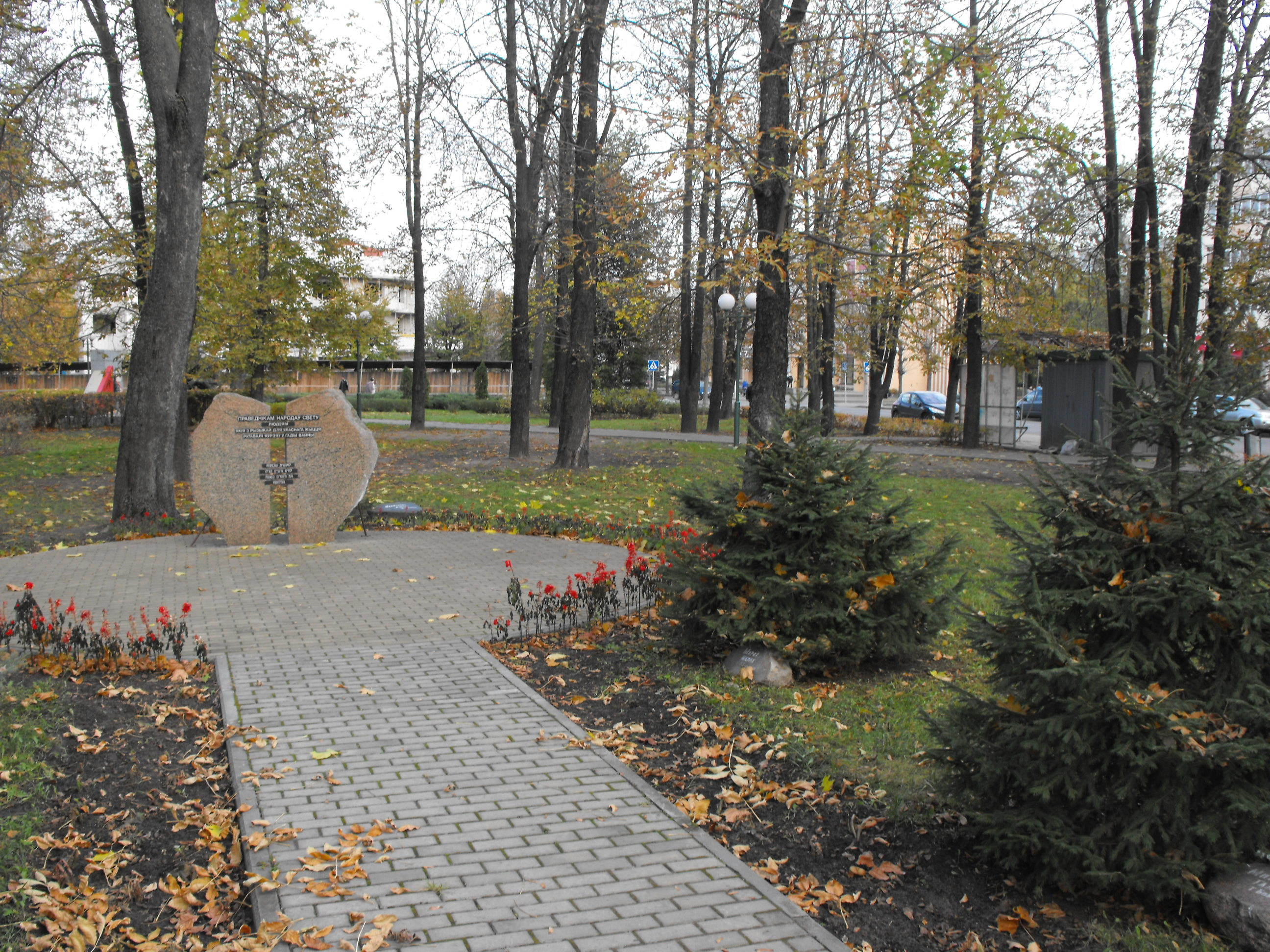
«Аллея Праведников народов мира» на улице Социалистической в Бобруйске

Евреев в районе убили в Бобруйске, деревнях Слободка, Ясены, Ковали, в Глушанском поселковом совете и других населенных пунктах.

## Гетто
Оккупационные власти под страхом смерти запретили евреям снимать желтые латы или шестиконечные звезды (опознавательные знаки на верхней одежде), выходить из гетто без специального разрешения, менять место проживания и квартиру внутри гетто, ходить по тротуарам, пользоваться общественным транспортом, находиться на территории парков и общественных мест, посещать школы.
Реализуя нацистскую программу уничтожения евреев, немцы создали на территории района одно гетто — в Бобруйске, в котором к концу 1941 года были замучены и убиты около 25 000 евреев.

## Организаторы и исполнители убийств
Судом над немецкими военными преступниками в Минске в 1946 году главными организаторами массовых убийств мирного населения в Бобруйске были названы:
- Молл Рейнгард Георг — майор, бывший комендант города Бобруйска и местечка Паричи;
- Лангут Карл Макс — капитан, бывший заместитель коменданта лагеря 131 в Бобруйске;
- Бурхард Рольф Оскар — зондерфюрер Бобруйской комендатуры;
- Битнер Август Иозеф — лейтенант, зондерфюрер, бывший комендант сельхозкомендатуры Бобруйского района;
- Гетце Бруно Макс — капитан, бывший заместитель коменданта Бобруйской комендатуры;

Массовые убийства евреев Бобруйска и Бобруйского района осуществляли айнзатцкоманда 8 и 316-й полицейский батальон. Однако, помимо этих спецподразделений, в убийствах активно участвовали и силы вермахта, среди которых было и подразделение 8-й кавалерийской бригады СС.

## Случаи спасения и «Праведники народов мира»
В Бобруйском районе 14 человек были удостоены почетного звания «Праведник народов мира» от израильского мемориального института «Яд Вашем» «в знак глубочайшей признательности за помощь, оказанную еврейскому народу в годы Второй мировой войны»:
- Поболовец Мария — ею был спасён Алкон (Кона) Эренбург в деревне Контора[22]
- Михалап Стефанида и Галина — ими была спасена Мац Геня в Бобруйске[23];
- Кот (Русецкая) Дарья — ею была спасена Зайцева Нина в Бобруйске[24];
- Белявские Ефросинья и Александр — ими была спасена Минц Мария в Бобруйске[25];
- Мороз Антон и Мария — ими была спасена Благутина Майя в Бобруйске[26];
- Яловик Юлия и Виктор — ими была спасена Альтшулер (Эпштейн) Бронислава в Бобруйске[27];
- Лагун Феодосия — ею была спасена Дадашева Дарья в Бобруйске[28];
- Пешковы Иван, Анна и Валентина — ими были спасены Вихман Жанна, Майя и Алик (Альберт) в Бобруйске[29];

## Память
Опубликованы неполные списки жертв геноцида евреев в Бобруйске и Бобруйском районе. В Государственном архиве Могилёвской области имеются список 77 евреев — узников Бобруйского гетто. По данным комиссии ЧГК, только в Бобруйске были убиты примерно 25 000 евреев.
Памятники убитым евреям района установлены:
- У деревни Еловики Сычковского сельсовета (с 1972 года территория присоединена к Бобруйску, улица Минская)[35][36].
- У деревни Каменка Гороховского сельсовета — мемориальный комплекс[37][9].
- В центре Бобруйска, на улице Социалистической, — «Аллея Праведников народов мира» в честь белорусов, спасавших евреев в Бобруйске.
- В Бобруйске на улице Бахарова — мемориальный знак «Узникам Бобруйского гетто».
- На еврейском кладбище Бобруйска на улице Минской — 5 памятников[38][39].